# Павлухино
Павлухино — деревня в Ярославском районе Ярославской области России, входит в состав Курбского сельского поселения; в рамках административно-территориального устройства включается в Мордвиновский сельский округ. 

## География
Расположено на берегу реки Пахма в 12 км на северо-запад от центра поселения села Курба и в 37 км на запад от западной границы города Ярославль.

## История
Каменный храм во имя Святой Живоначальной Троицы с ярусной колокольней на Троицком погосте близ деревни был построен в 1801 году на средства прихожан. В храме было два престола: во имя Святой Живоначальной Троицы; во имя святителя Николая, архиепископа Мир Ликийских, чудотворца.
В конце XIX — начале XX деревня Павлухино входила в состав Алексейцевской волости Романово-Борисоглебского уезда Ярославской губернии.
С 1929 года деревня входила в состав Баневского сельсовета Ярославского района, с 1944 по 1957 год — входило в состав Курбского района, с 1954 года — в составе Мордвиновского сельсовета, с 2005 года — в составе Курбского сельского поселения.

## Население
| 1859 | 1914 | 2002 | 2007 | 2010 |
| ---- | ---- | ---- | ---- | ---- |
| 52   | ↗83  | ↘0   | →0   | ↗1   |

## Достопримечательности
На Троицком погосте близ деревни расположена недействующая Церковь Троицы Живоначальной (1801).